# Naturschutzgebiet Kirchderner Wald

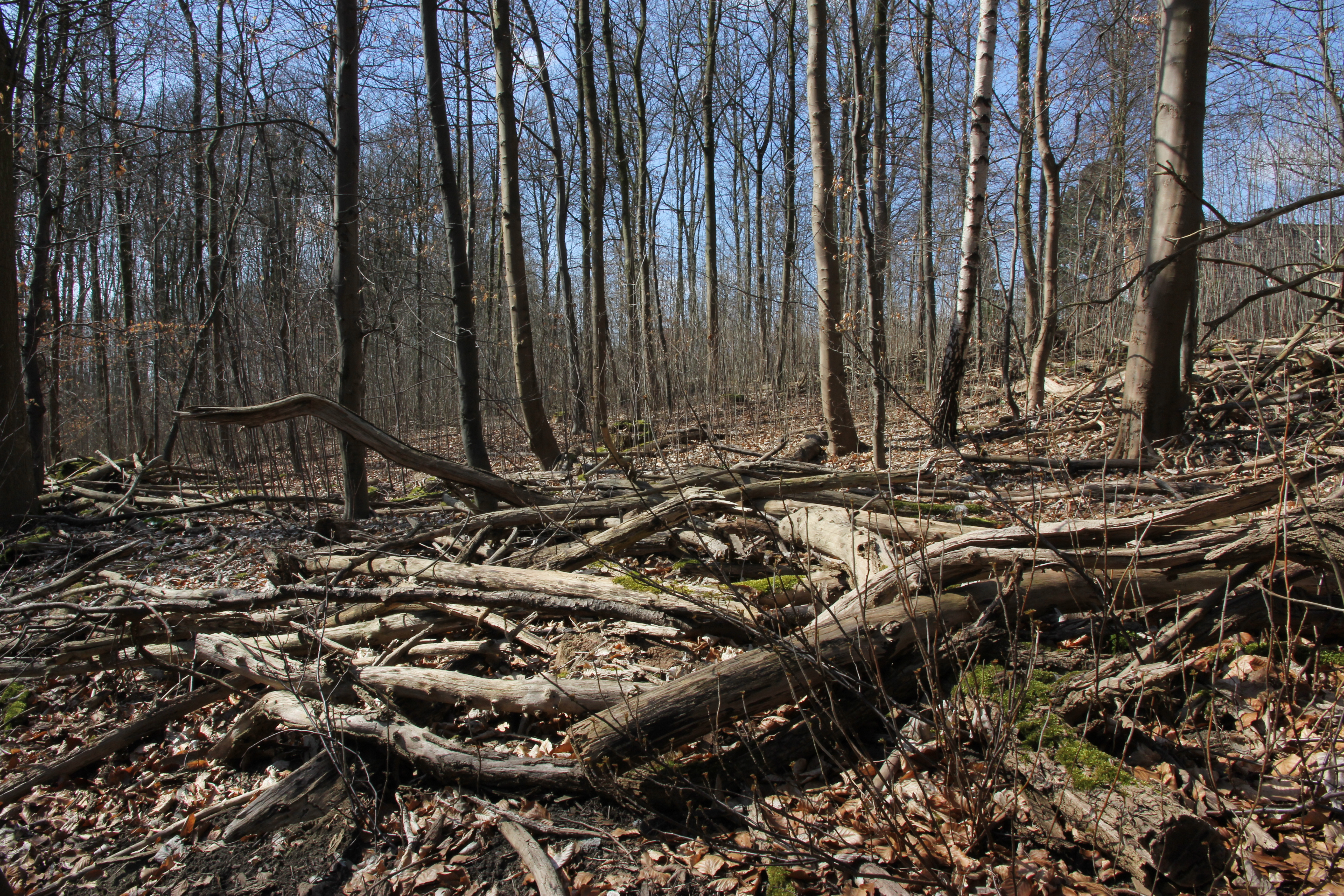
Totes Holz

Das Naturschutzgebiet Kirchderner Wald ist ein Naturschutzgebiet im Dortmunder Stadtbezirk Scharnhorst und befindet sich nördlich des ehemaligen Stahlwerks Westfalenhütte. Es umfasst 26,4 Hektar. Das Naturschutzgebiet „Kirchderner Wald“ wurde mit der ersten Änderung zum Landschaftsplan Dortmund-Nord am 2. September 2005 festgesetzt.

## Beschreibung
Angelegt wurde das Gebiet als Schutzriegel zwischen der Industriefläche und der Wohnbebauung bereits vor dem Zweiten Weltkrieg von den Inhabern des Werkes. Seine Unzugänglichkeit hat sich das Gebiet bis heute bewahrt. Somit bietet es selbst für die Ringelnatter und die Geburtshelferkröte einen Lebensraum. Auch seltene Pflanzen wie das Mauer-Felsenblümchen, das Wiesen-Habichtskraut und der Sanddorn wachsen hier. An einer geschützten Stelle hat sich ein Orchideenbestand angesiedelt. Mehr als 31 Brutvogelarten konnten in dem Gebiet nachgewiesen werden.
Zukünftige Ausbaufläche bietet eine Schlammdeponie, welche nach ihrer Schließung rekultiviert werden kann.

## Schutzziele
Wie in der Festsetzung zum Naturschutzgebiet beschrieben ist Schutzziel der Erhalt der naturnahen Laubwälder mit ihren Teichen und Feuchtgebieten und den Brach- und Sukzessionsflächen, um das Gebiet in seiner Biodiversität an Tier- und Pflanzenarten sowie seiner Seltenheit, Eigenart und Schönheit zu erhalten.